# Манглар, Адриан
Адриан Манглар (фр. Adrien Manglard; 10 марта 1695, Лион — 1 августа 1760, Рим) — французский художник: живописец и гравёр. Преимущественно писал морские пейзажи.

## Биография
Адриан Манглар родился в Лионе (Королевство Франции) 10 марта 1695 (или 1685) года. Первенец Эдмона (Эме) Манглара и Катрин Роз дю Перье (или Дюперье). Был крещён в церкви Сен-Венсан 12 марта того же года. Его отец, родившийся в Париже, также был художником; мать была дочерью продавца книг. Оба его родителя в раннем возрасте потеряли отцов. Они поженились 21 мая 1683 года в базилике Сен-Мартен д’Эне .
Кроме Адриана у них было ещё двое детей. Семья пострадала от экономических последствий голода, вызванного чрезвычайно холодной погодой в Малый ледниковый период, который привел к «Семи плохим годам» в Шотландии и удивительно холодной зиме 1708—1709 годов во Франции, с последующим голодом, который, по оценкам, унес жизни 600 000 человек к концу 1710 г. во Франции. В 1707 году два брата Манглара, Пьер и Даниэль, были оставлены в Hôpital de la Charité , приюте для сирот в Лионе, где они были приняты как delaissés (брошенные).
После обучения у голландского пейзажиста Золотого века Адриана ван дер Кабеля в Лионе Манглар переехал оттуда в Авиньон или Марсель, где учился у художника-картезианца Жозефа Габриэля Имбера (1666—1749). В 1715 году Манглар переехал в Рим: в качестве простого путешественника, не находясь под покровительством французской Академии живописи, которая приняла его в качестве полноправного члена только в 1736 году.
В Лионе Манглар обучался у Кабеля, который сам побывал в Италии, где на его стиль повлияла местная болонская школа. Таким образом, он сначала соприкоснулся с голландским стилем пейзажной живописи Золотого века, с некоторым итальянским влиянием Кабеля, а затем фактически переехал в Италию, когда ему было чуть больше двадцати, и испытал там влияние выдающихся римских художников того периода, включая художников из круга скульптора Пьера Легро, таких как Себастьяно Конка и Каспар ван Виттель.
В Риме Манглар учился у Бернардино Ферджони, прежде чем прославился как художник-пейзажист. Он сосредоточился на том, что станет его специализацией как художника, то есть морских видах. Манглар изучал корабли, турок и даже верблюдов. Он часто изображал порты и гавани в своих пейзажных картинах. Такие персонажи, как мавры и верблюды, часто встречающиеся в его работах, отражали экзотику великих итальянских гаваней. Морские картины Манглара сочетают «идеализированные классические пейзажи Клода Лоррена с острым реализмом северных образцов».
В 1722 году он, вероятно, уже пользовался некоторой известностью в Риме. Манглар начал пользоваться покровительством известных комиссаров по крайней мере с середины 1720-х годов. В 1720-х годах он начал работать для Савойского герцогства, куда отправил две картины в 1726 году. Талант Манглара как мариниста был таков, что его карьера стремительно развивалась: среди престижных клиентов были Виктор Амадей II, герцог Савойский и король Пьемонта, купивший у него две парные картины в 1726 году, и Филипп, герцог Пармский. Один только Филипп заказал у Манглара более 140 картин для украшения своих дворцов. Манглар также пользовался покровительством самых важных римских семей, включая Колонна, Орсини, Рондани, Роспильози и Киджи. Для Киджи он расписал фресками две комнаты на бельэтаже Палаццо Киджи, ныне официальной резиденции премьер-министра Италии.

## Галерея

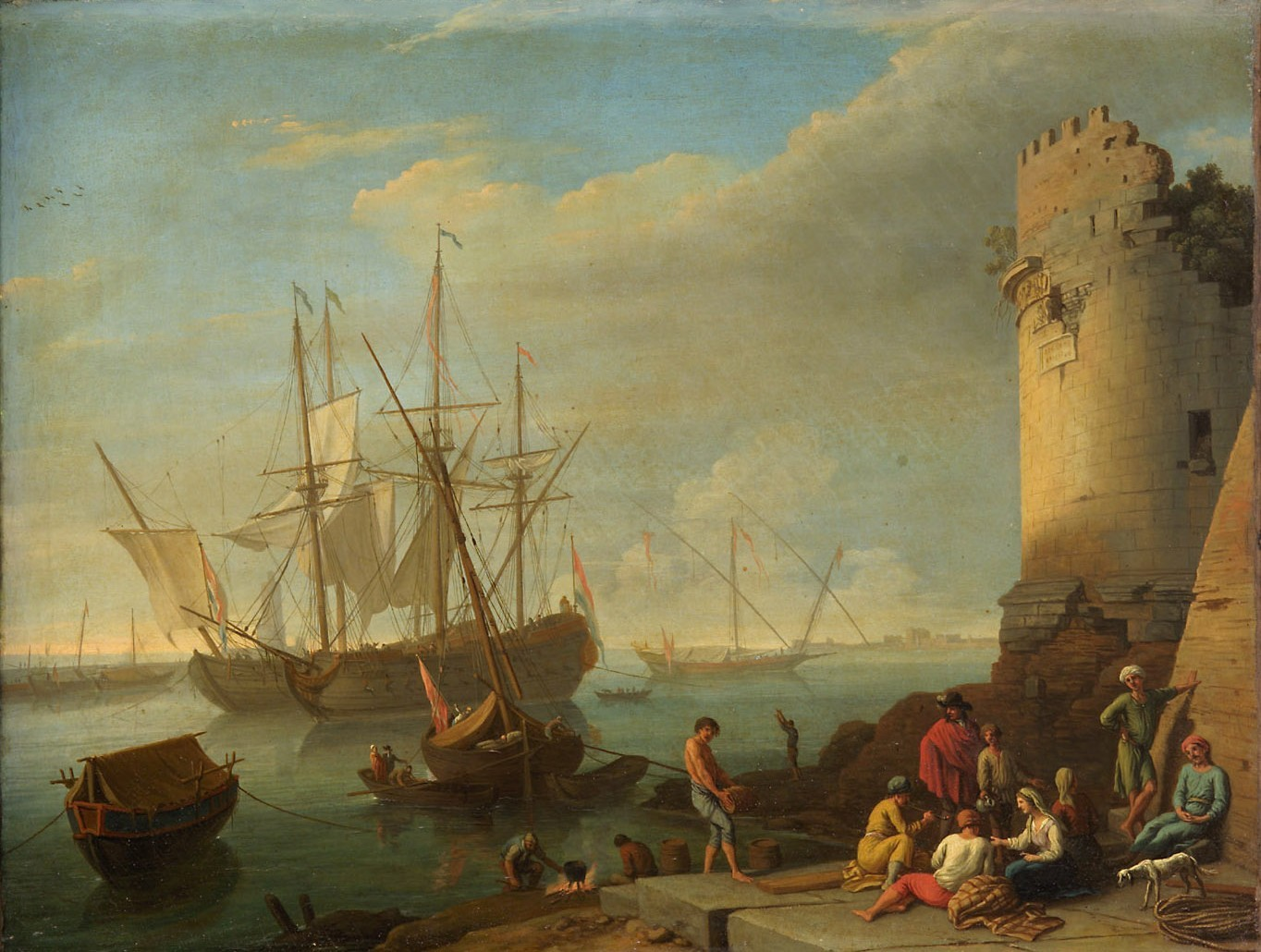
Морской порт, Музей истории искусств, Вена
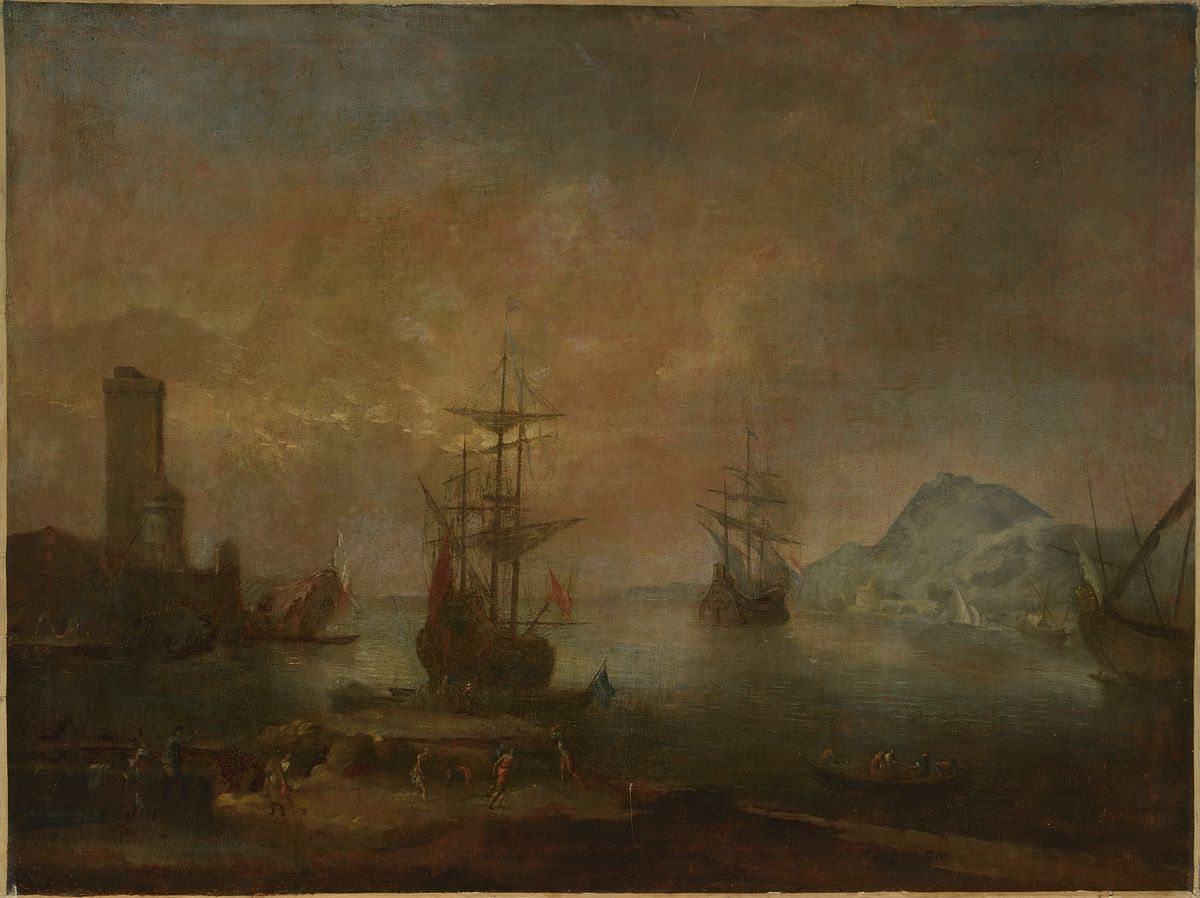
Морской , Лионский музей изобразительных искусств, Лион
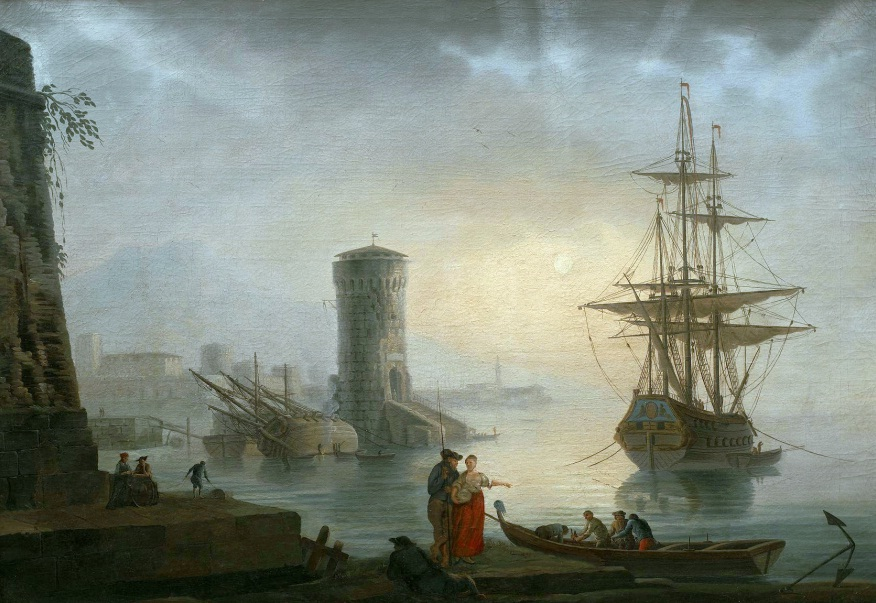
Средиземноморский порт, Дворец Виланова, Музей короля Иоанна III, Варшава
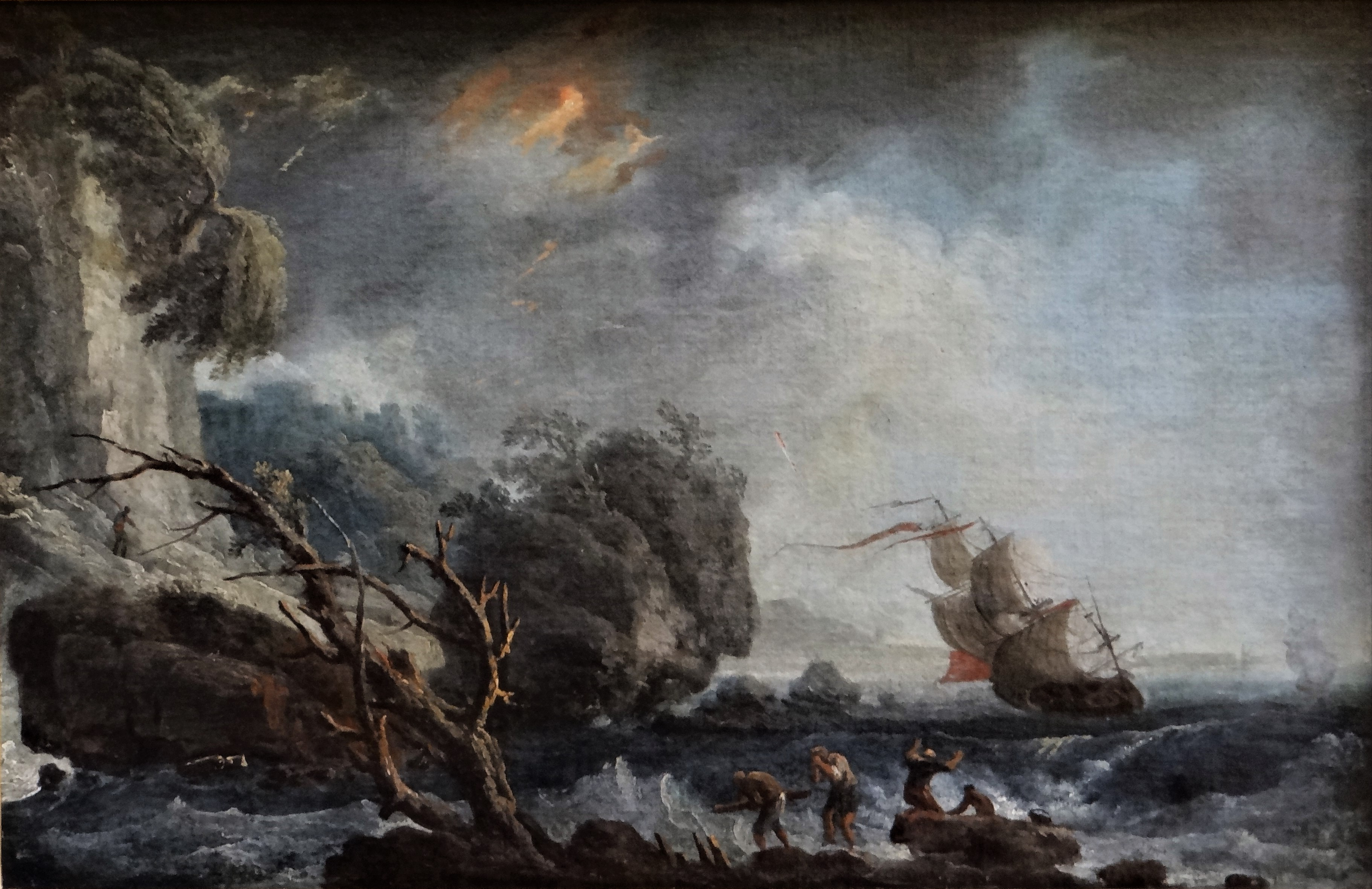
Конец бури, Musée d'Art et d'Archéologie, Перигё
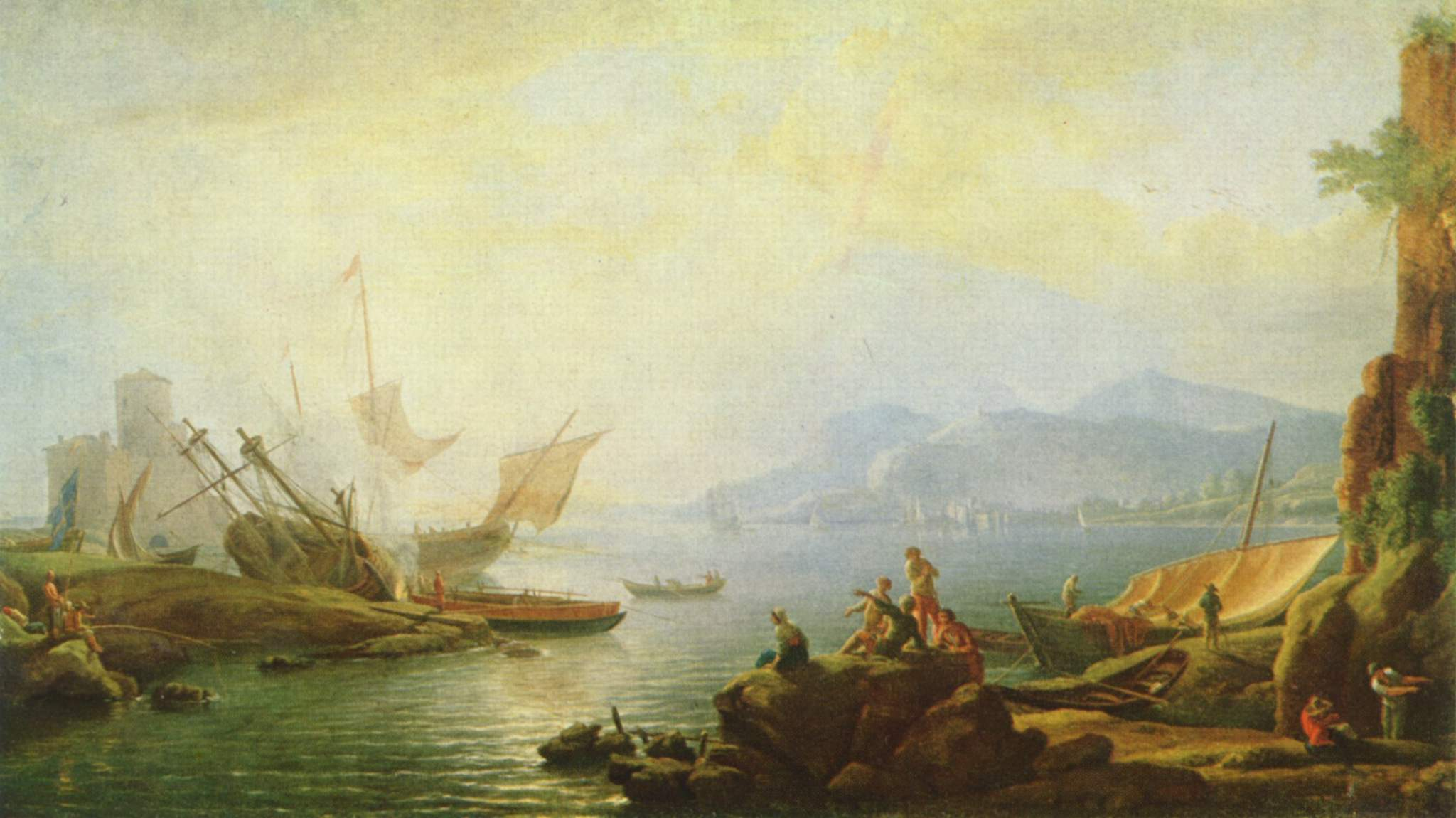
Лиман с гаванью, Музей изобразительных искусств, Будапешт
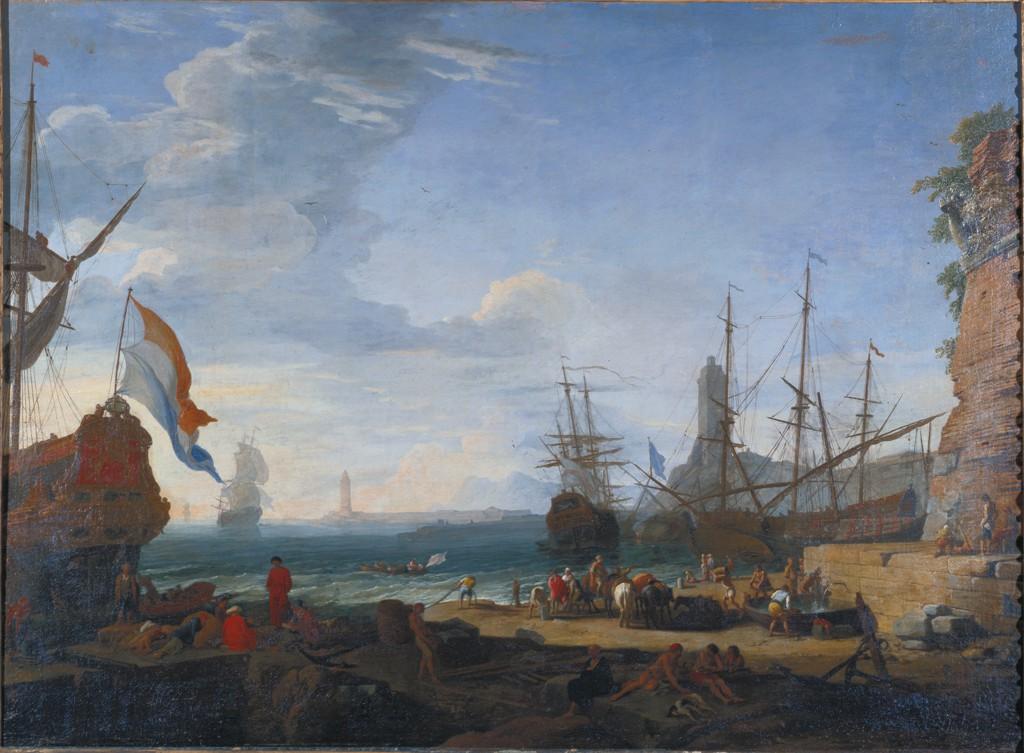
Сцена морского порта, Гарвардский художественный музей, Кембридж (Массачусетс)
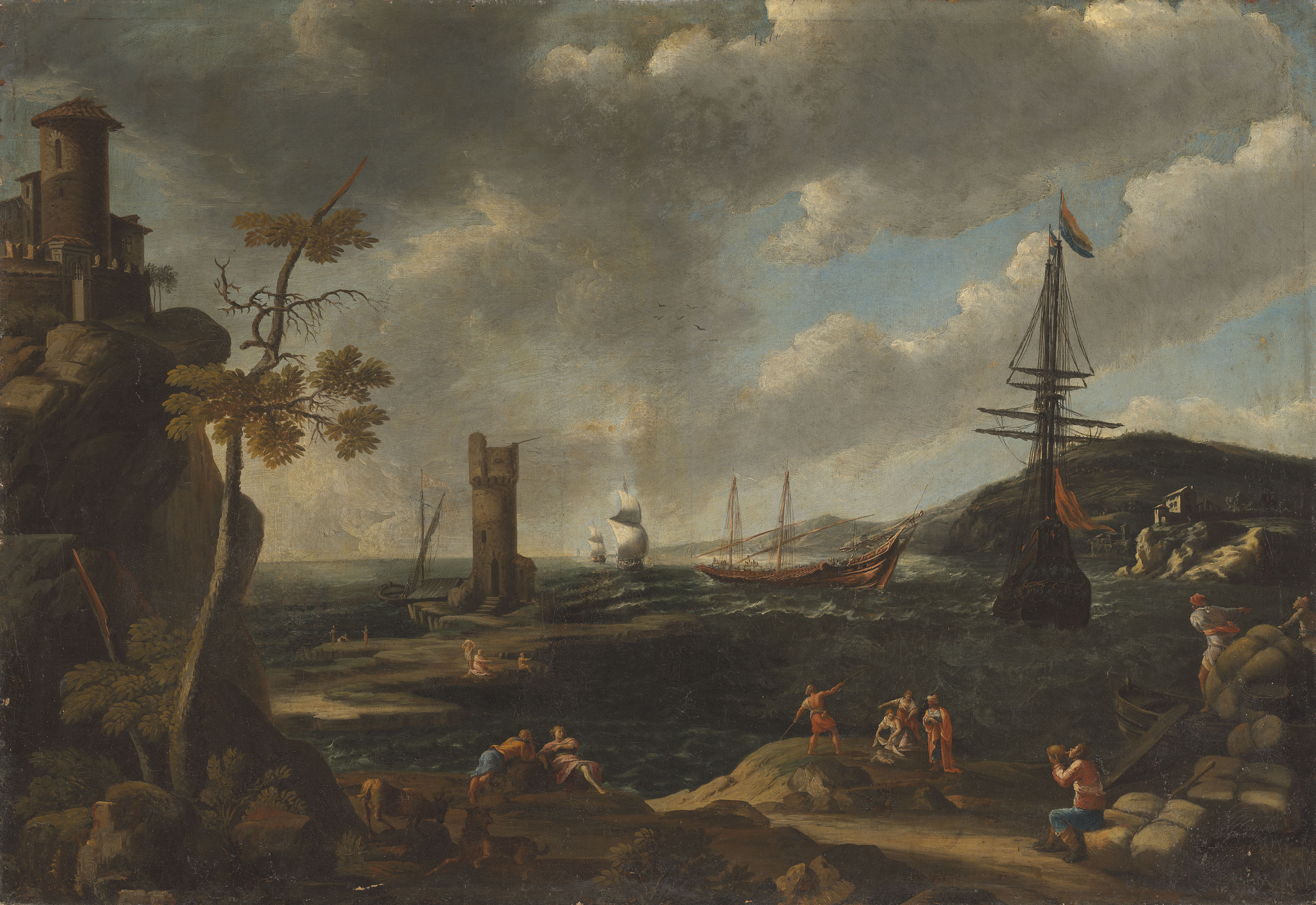
Прибрежный пейзаж с рыбаками, Частная коллекция, Неизвестное местоположение
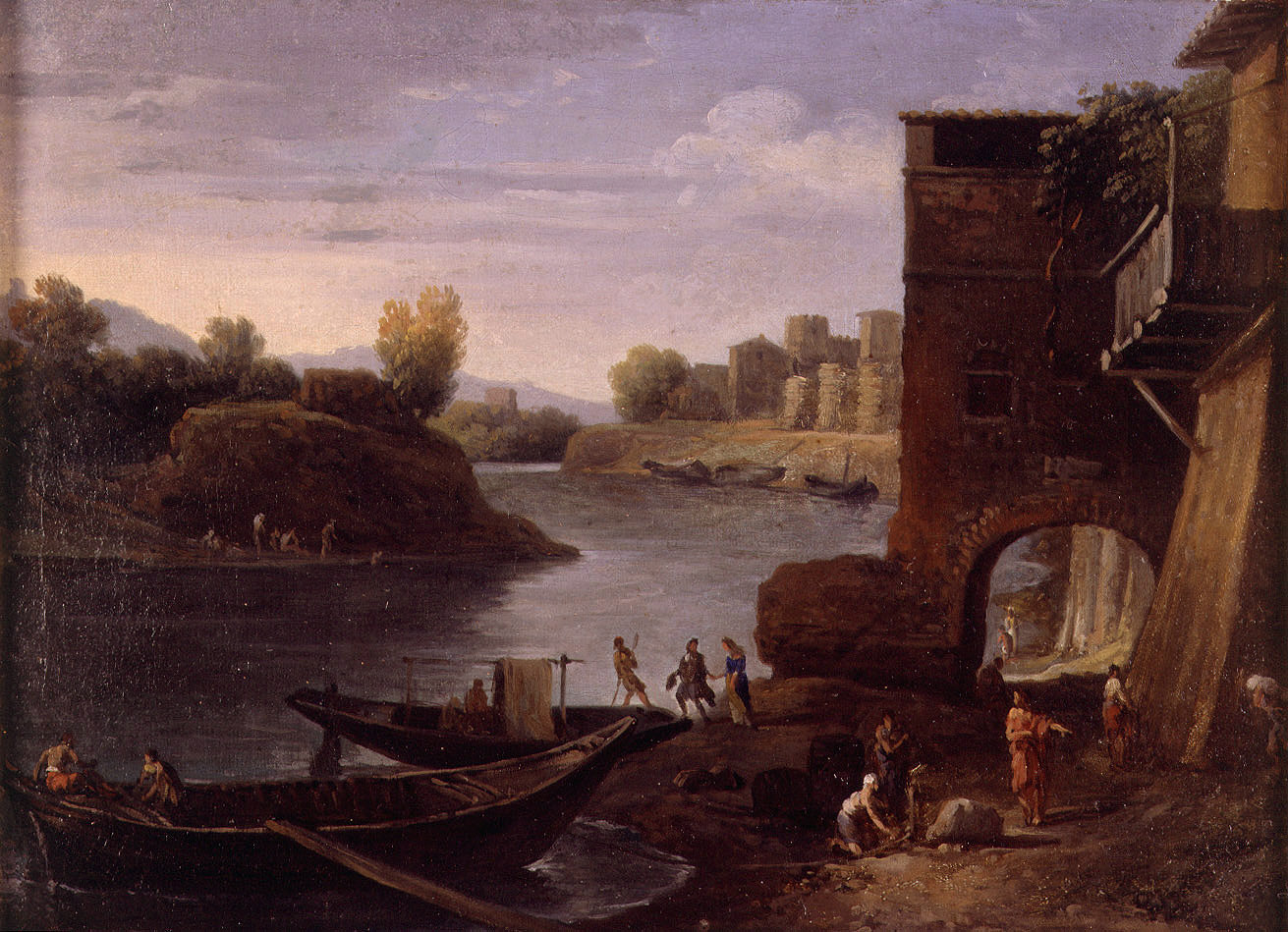
Embarcadero,Круг Адриена Мангларда, Музей изящных искусств, Валенсия
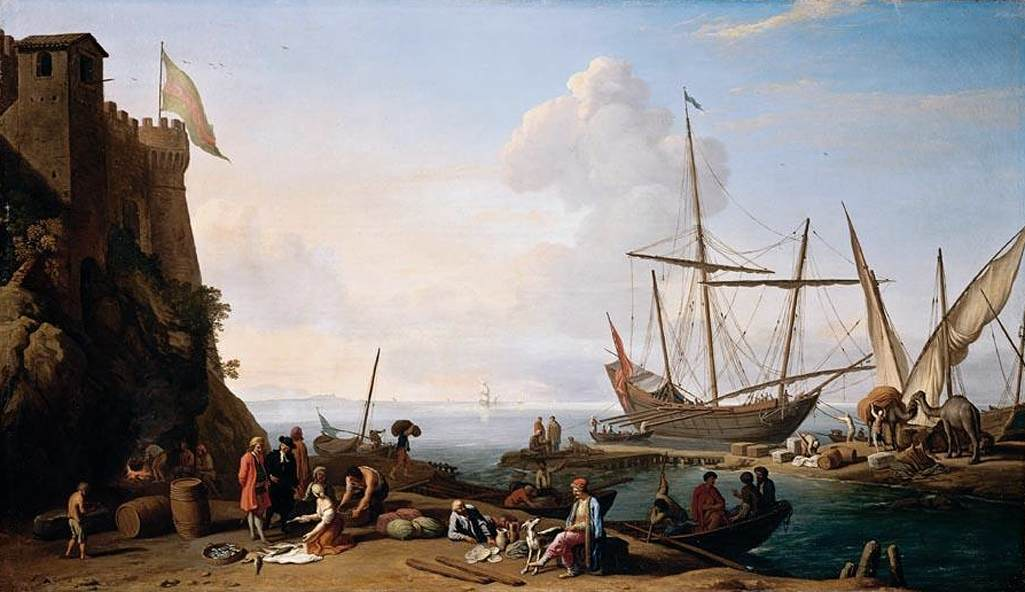
Сцена из Средиземноморской гавани, Частная коллекция, Неизвестное местоположение